# 凉庄道
凉庄道是清朝時候的一個道，原名分守西宁道，於顺治二年（1645）五月設置。起初行政中心位於凉州卫，下轄凉州卫、永昌卫、镇番卫、古浪千户所。康熙二年（1663年）改名分守凉庄道，行政中心依然位於凉州卫。雍正二年（1724年），凉州卫變成凉州府，依然由凉庄道管轄。乾隆十三年（1748年），凉庄道全称分守凉庄道整饰凉永镇羌等处事务。乾隆三十七年（1772年），甘州府劃歸凉庄道，凉庄道又更名為甘凉道。行政中心位於凉州府，此時甘凉道下辖甘州府、凉州府。乾隆四十四年（1779年），兼管驿务。